# Гурма
Гурма, други назив Бинумба, народ је у чијем су саставу етничке групе Тоботе и Каселе, као и сродни народи Моба и Конкомба. 
Настањени су у Гани, у северном делу, према граници с Тогоом, у Буркина Фасу, на југоистоку земље, према граници са Бенином, у Бенину на северу у подручју савана, у Тогоу, укључујући и сродне народе Басари, Конкомба, Моба и Каселе, у северном подручју, до границе са Буркином Фасом и Бенином, у Нигеру на југозападу, уз границу са Буркином Фасом и Бенину на северу, у зони савана. 
Има их 1.685.692, од тога Гана 717.470, Буркина Фасо 495.056, Того 448.645, Нигер 16.257 и Бенин 8.264. Језик је подгрупе гур групе нигер-конго нигерокордофанске породице језика. Вера је традиционална месна веровања (култ предака и обожавање сила природе. У Гани је присутан ислам (сунити), а у Тогоу хришћанство (већином католици).